# Sequestro de periódico científico
Um periódico científico sequestrado (hijacked journal) é cópia eletrônica falsa de uma revista científica legítima, criada por um indivíduo ou grupo com fins maliciosos. Normalmente, os impostores criam um site falso e oferecem serviços de publicação acadêmica fraudulentos. Os criminosos prometem publicação com uma "revisão rápida" mediante o pagamento de uma taxa de processamento de artigo.

## Histórico
Em 2012, criminosos digitais iniciaram suas atividades com o sequestro de periódicos de publicação exclusivamente impressa, sem versão digital. Eles registravam um domínio e criavam um website falso com o título dos periódicos sequestrados. O primeiro periódico a ser sequestrado foi o jornal suíço Archives des Sciences. Em 2012 e 2013, mais de vinte jornais acadêmicos foram vítimas desse tipo de crime.
Alguns casos foram documentados de sequestro do domínio real de um jornal, quando os administradores do mesmo atrasaram o pagamento de seus registros, deixando-os vulneráveis.